# Symonds Yat
Symonds Yat est un village de 407 habitants dans la vallée de la Wye au Herefordshire en Angleterre.